# Élections générales espagnoles de 1996
Les élections générales espagnoles de 1996 (en espagnol : Elecciones generales de España de 1996, désignées sous le numéronyme 3-M) se tiennent de manière anticipée le dimanche 3 mars 1996, afin d'élire les 350 députés et 208 des 257 sénateurs de la VIe législature des Cortes Generales.
Après 14 ans au pouvoir, le président du gouvernement socialiste Felipe González est contraint de convoquer les élections avec un an et demi d'avance, ayant perdu l'appui extérieur des nationalistes catalans de Jordi Pujol, qui a fait voter à l'automne 1995 le rejet du projet de loi de finances. Depuis sa victoire à la majorité relative de 1993, la stabilité de son gouvernement était en effet tributaire du soutien sans participation des partis nationalistes périphériques basque et catalan.
Le Parti populaire, déjà vainqueur des élections européennes de 1994, puis municipales et régionales de 1995, s'impose avec la majorité relative, mais son avance sur le Parti socialiste est plus faible qu'attendu. Comme Felipe González avant lui, le chef de file du PP José María Aznar est donc dépendant de l'appui des nationalistes de Convergence et Union et du Parti nationaliste basque. Il parvient à conclure un pacte avec eux ainsi qu'avec la Coalition canarienne, lui permettant d'être investi président du gouvernement deux mois après le scrutin et de provoquer la première alternance depuis 1982.

## Contexte

### Victoire minoritaire du PSOE
Lors des élections générales anticipées du 6 juin 1993, le Parti socialiste ouvrier espagnol (PSOE) du président du gouvernement Felipe González, au pouvoir depuis 1982, s'impose pour la quatrième fois consécutive. Avec 159 députés sur 350 au Congrès des députés, il perd cependant la majorité absolue dont il disposait. Le Parti populaire (PP) de José María Aznar obtient 141 sièges, soit 34 de plus qu'au scrutin précédent, et le Centre démocratique et social (CDS) perd l'ensemble de ses 14 élus.
Juste avant l'ouverture de la séance d'installation de la Ve législature, le 29 juin, le Parti socialiste, Convergence et Union (CiU) et le Parti nationaliste basque (EAJ/PNV) concluent un accord pour la répartition des postes au sein des bureaux des chambres des Cortes Generales, ce qui assure les réélections des socialistes Félix Pons au Congrès des députés et Juan José Laborda au Sénat. Lors de leurs entretiens avec le roi Juan Carlos Ier, préalables à la désignation d'un candidat à l'investiture, les représentants des deux partis nationalistes indiquent leur soutien à Felipe González.
Le 9 juillet, Felipe González est donc réélu président du gouvernement par 181 voix pour et 165 voix contre, le Parti nationaliste basque votant favorablement à un tel scrutin pour la première fois depuis 1977. Le chef de l'exécutif présente le 12 juillet son quatrième exécutif, que le PNV a refusé d'intégrer en prenant le ministère de l'Industrie.

### Succès de la droite aux élections européennes et locales
Lors des élections européennes du 12 juin 1994, le Parti populaire arrive en tête avec environ 40 % des suffrages exprimés, contre 30 % pour le Parti socialiste. Ce résultat marque la première victoire de l'opposition libérale-conservatrice sur la social-démocratie au pouvoir, affectée pour sa part par un contexte de forte tension sociale et la multiplication des affaires politico-financières. Au soir du scrutin, l'entourage de Felipe González s'entretient avec les dirigeants de Convergence et Union et du Parti nationaliste basque, qui écartent une remise en cause de leur soutien sans participation.
Les élections régionales et municipales du 28 mai 1995 sont de nouveau marquées par le succès du Parti populaire. Devançant d'un point et environ quatre millions de voix le Parti socialiste, le PP remporte la majorité absolue dans 32 des 50 capitales de province et dans cinq communautés autonomes. Il accède aux gouvernements de la communauté de Madrid, de La Rioja et de la région de Murcie et arrive en tête dans la Communauté valencienne, en Aragon et dans les Asturies, tout en conservant le pouvoir avec une majorité absolue aux îles Baléares et en Castille-et-León. Il prend les mairies de Saragosse, Valladolid, Vigo, Alicante, Las Palmas de Grande Canarie, vire en tête à Séville, Cadix ou encore Malaga, et garde les municipalités de Madrid et Valence. Le PSOE ne conserve que quelques réduits, comme la Castille-La Manche, Barcelone ou La Corogne, et perd sa majorité absolue en Estrémadure.

### Rupture avec les nationalistes catalans
Le 17 juillet 1995, Convergence et Union décide de mettre un terme à sa posture de soutien sans participation, appelle le président du gouvernement à convoquer des élections générales au premier trimestre de l'année 1996, une fois achevée la présidence espagnole de l'Union européenne, et refuse de se positionner quant au vote du projet de loi de finances pour 1996. La direction de CiU indique le 12 septembre suivant son intention de proposer au Congrès le rejet du projet de budget de l'État, ce qu'elle considère équivaloir à une motion de censure. Felipe González indique une semaine plus tard qu'il a alors l'intention de prononcer la dissolution des Cortes Generales dans un proche avenir, afin de que des élections générales anticipées se tiennent en mars 1996.
Les nationalistes catalans déposent officiellement le 6 octobre leur motion de renvoi au gouvernement du projet de loi de finances pour 1996, assumant totalement que leur seul motif est de faire échouer l'exécutif afin que ce dernier convoque de nouvelles élections législatives et sénatoriales. Lors de la séance du 25 octobre, le Congrès adopte la motion par 183 voix pour, 158 voix contre et une seule abstention, seul le Parti socialiste s'opposant à la proposition de Convergence et Union. Proclamé candidat à la présidence du gouvernement par le comité fédéral du PSOE le 22 décembre, Felipe González indique six jours plus tard que les élections générales anticipées se tiendront le 3 mars 1996. Le décret de dissolution du Congrès des députés et du Sénat est publié au Bulletin officiel de l'État (BOE) le 9 janvier suivant.

## Mode de scrutin

### Pour le Congrès des députés

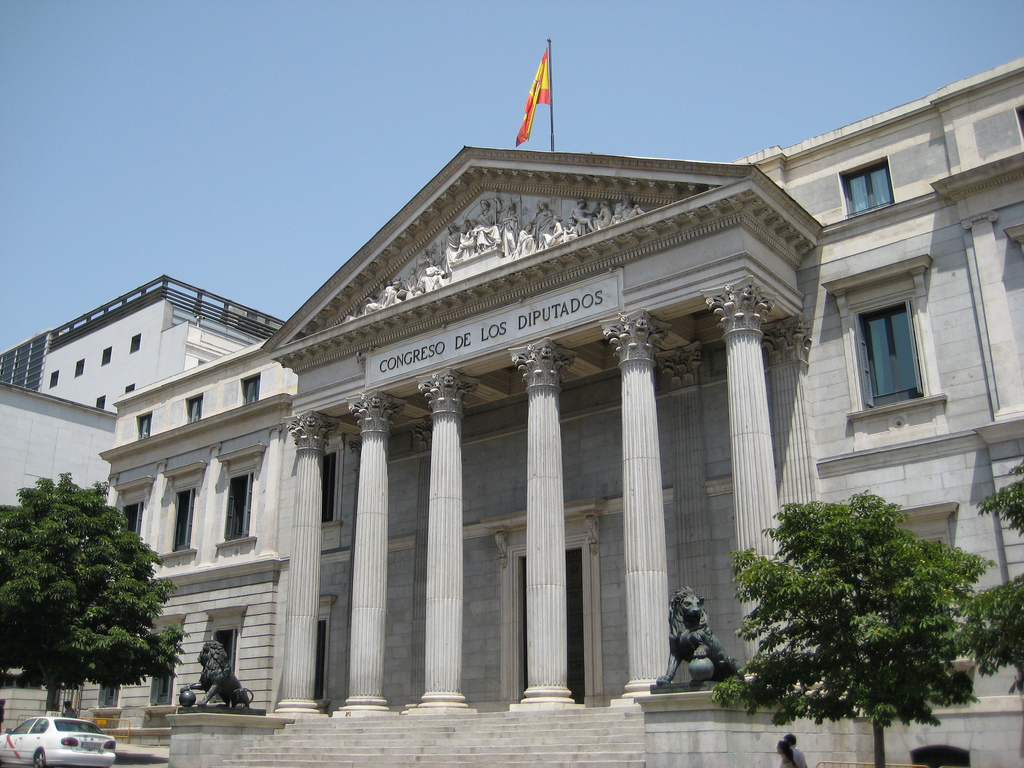
Le palais des Cortès, siège du Congrès des députés.

Le Congrès des députés est composé de 350 sièges pourvus au scrutin proportionnel plurinominal à listes fermées dans 52 circonscriptions correspondant aux 50 provinces du pays ainsi qu'aux villes autonomes de Ceuta et de Melilla. Le nombre de députés qui leur est alloué est variable en fonction de leur population, avec néanmoins un minimum de deux sièges par province, à l'exception des villes autonomes qui n'ont chacune en tout qu'un seul siège et pour laquelle les élections se tiennent donc de facto au scrutin uninominal majoritaire à un tour.
Après décompte des voix, les sièges sont répartis selon la méthode d'Hondt dans chacune des circonscriptions. Ne peuvent prétendre à la répartition des sièges que les listes ayant franchi le seuil électoral de 3 % des suffrages exprimés. Dans la pratique, ce seuil se révèle plus élevé dans les circonscriptions ayant peu de sièges à pourvoir. Il est ainsi en réalité de 25 % dans les provinces ne comptant que trois sièges. Le vote blanc est reconnu et comptabilisé comme suffrage exprimé, ce qui élève légèrement le seuil réel par rapport à un système classique où ils ne sont pas reconnus.
| Circonscriptions                                                                                         | Députés |
| --- | ------- |
| Madrid                                                                                                   | 34      |
| Barcelone ( 1)                                                                                           | 31      |
| Valence                                                                                                  | 16      |
| Séville ( 1)                                                                                             | 13      |
| Alicante ( 1)                                                                                            | 11      |
| Málaga                                                                                                   | 10      |
| Asturies, Biscaye, Cadix, La Corogne et Murcie                                                           | 9       |
| Pontevedra                                                                                               | 8       |
| Îles Baléares, Cordoue, Grenade, Las Palmas, Santa Cruz de Tenerife et Saragosse                         | 7       |
| Badajoz, Guipuscoa, Jaén, Tarragone                                                                      | 6       |
| Almería, Cáceres, Cantabrie, Castellón, Ciudad Real, Gérone, Huelva, León, Navarre, Tolède et Valladolid | 5       |
| Álava, Albacete, Burgos, Lérida, Lugo ( 1), Ourense, La Rioja et Salamanque                              | 4       |
| Ávila, Cuenca, Guadalajara, Huesca, Palencia, Ségovie, Soria, Teruel et Zamora                           | 3       |
| Ceuta et Melilla                                                                                         | 1       |

### Pour le Sénat

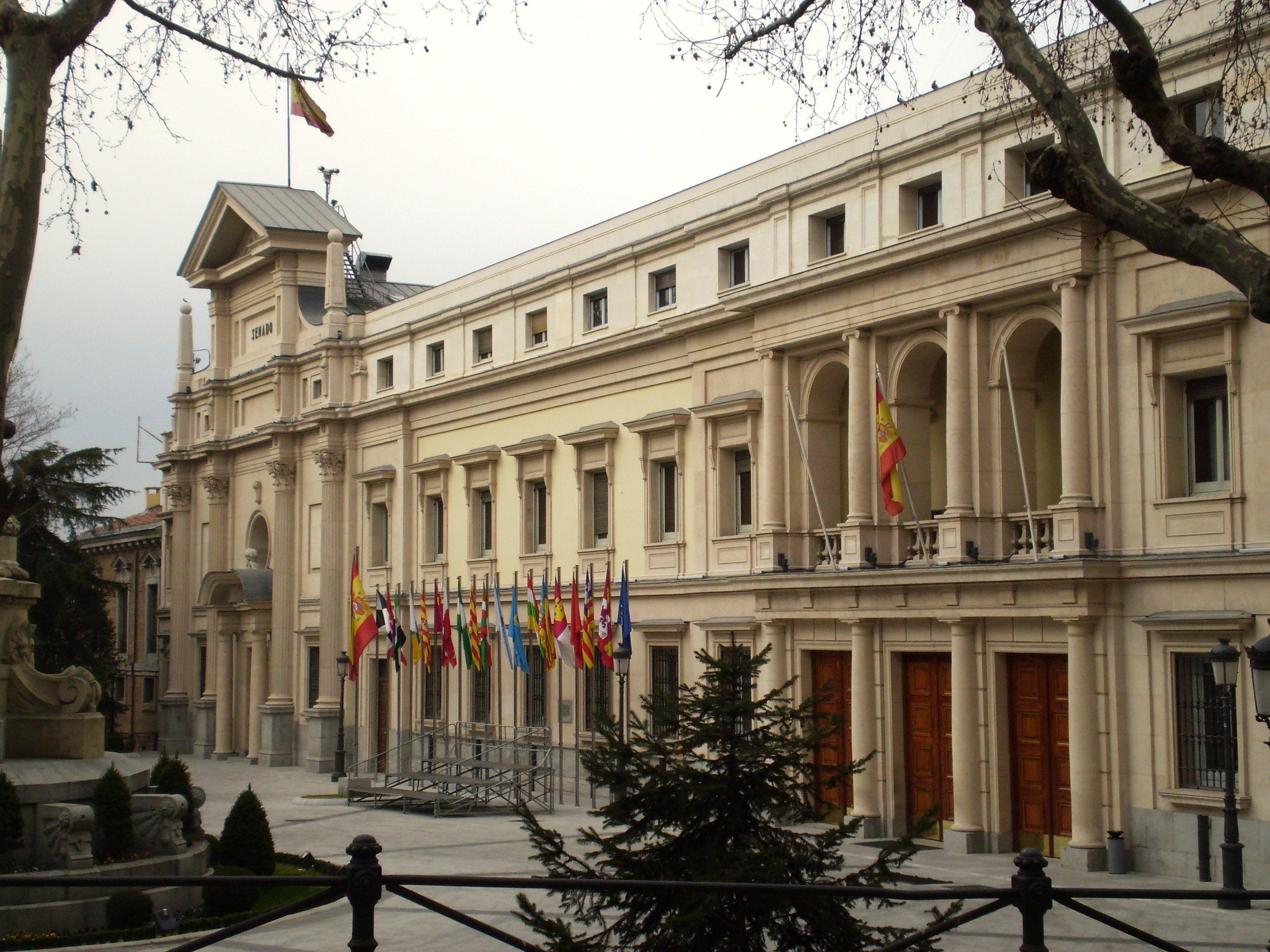
Le palais du Sénat, siège du Sénat.

Le Sénat est composé de 257 sénateurs dont 208 élus au scrutin direct, les 49 restants étant élus par les parlements des 17 communautés autonomes.
Les sénateurs élus par la population le sont au scrutin majoritaire plurinominal dans 59 circonscriptions plurinominales correspondant aux provinces du pays et à Ceuta et Melilla, à l'exception des deux communautés autonomes archipélagiques. Les principales îles des archipels des Baléares et des Canaries sont en effet dotées de leurs propres circonscriptions. Il y a ainsi quatre sénateurs pour chacune des 47 provinces de la péninsule, trois sénateurs pour les îles de Grande Canarie, Majorque et Tenerife, deux sénateurs respectivement pour Ceuta et Melilla, et un sénateur pour les îles de Minorque, Fuerteventura, La Gomera, Ibiza-Formentera, El Hierro, Lanzarote, et La Palma.
Les assemblées législatives des communautés autonomes désignent aussi des sénateurs, à raison d'un de droit par communauté, plus un siège supplémentaire par tranche d'un million d'habitants. Le nombre est de ce fait variable en fonction de l'évolution démographique. Il était de 49 en mars 1996. Ces élections indirectes ont lieu pour chaque assemblée communautaire peu après leurs renouvellements, et ne coïncident donc pas nécessairement avec les élections au scrutin populaire.

## Campagnes

### Principales forces politiques
| Force politique | Force politique                                                                        | Force politique | Chef de file                              | Idéologie                                                                    | Résultats en 1993                        |
| --------------- | -------------------------------------------------------------------------------------- | --------------- | ----------------------------------------- | ---------------------------------------------------------------------------- | ---------------------------------------- |
|                 | Parti socialiste ouvrier espagnol (es) Partido Socialista Obrero Español               | PSOE            | Felipe González Président du gouvernement | Centre gauche Social-démocratie, progressisme                                | 38,8 % des voix 159 députés 96 sénateurs |
|                 | Parti populaire (es) Partido Popular                                                   | PP              | José María Aznar Député de Madrid         | Centre droit à droite Libéral-conservatisme, démocratie chrétienne           | 35,4 % des voix 142 députés 93 sénateurs |
|                 | Izquierda Unida Gauche unie                                                            | IU              | Julio Anguita Député de Madrid            | Gauche à gauche radicale Communisme, socialisme démocratique, républicanisme | 9,6 % des voix 18 députés 0 sénateur     |
|                 | Convergence et Union (ca) Convergència i Unió                                          | CiU             | Joaquim Molins Député de Barcelone        | Centre droit Catalanisme, libéral-conservatisme, démocratie chrétienne       | 4,9 % des voix 17 députés 10 sénateurs   |
|                 | Parti nationaliste basque (es) Partido Nacionalista Vasco (eu) Euzko Alderdi Jeltzalea | EAJ/PNV         | Iñaki Anasagasti Député de Biscaye        | Centre droit Nationalisme basque, démocratie chrétienne, régionalisme        | 1,2 % des voix 5 députés 3 sénateurs     |

### Sondages
Le graphique ci-dessous est une synthèse des résultats des sondages réalisés depuis les élections du 6 juin 1993.

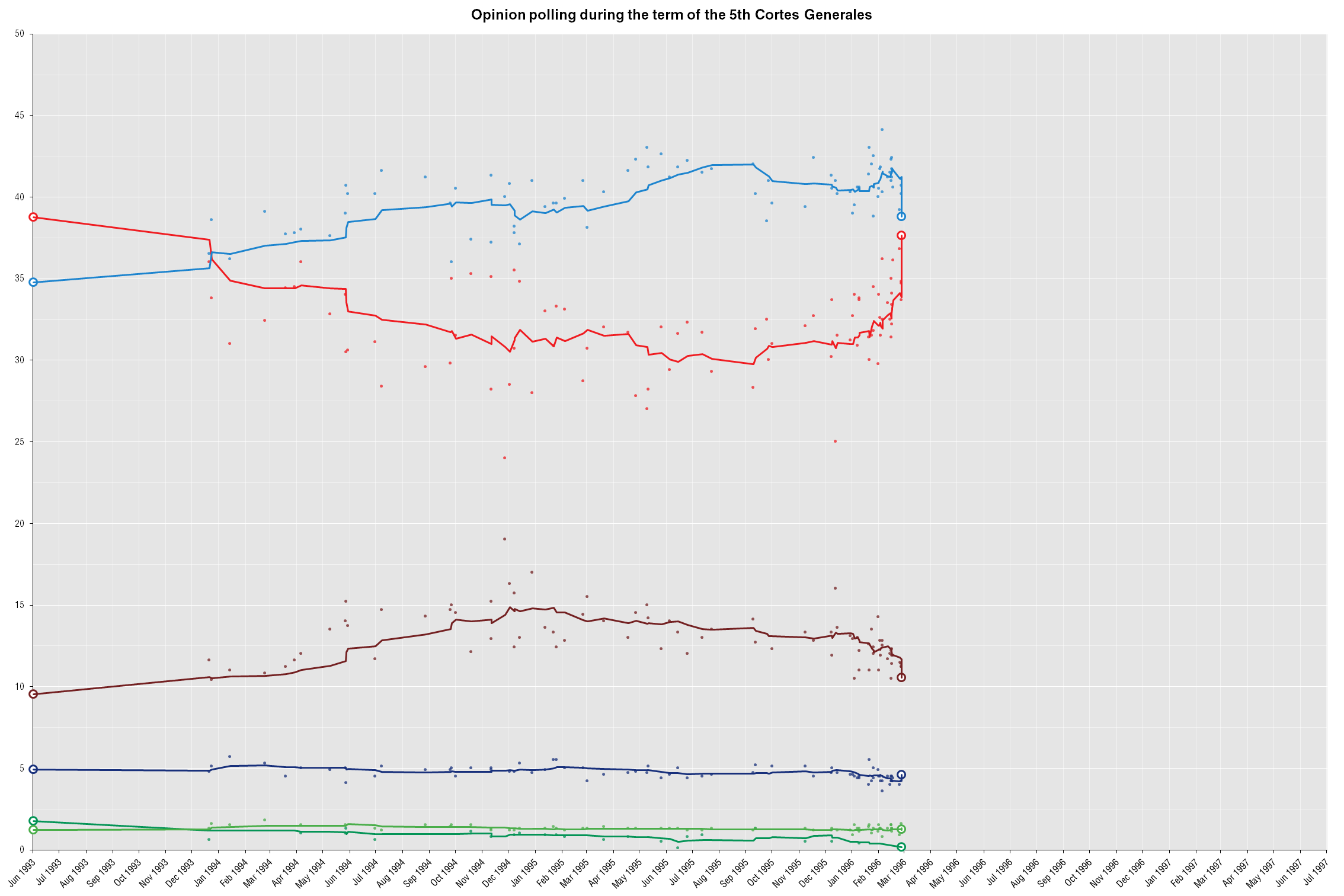
Graphique représentant les résultats des sondages depuis les élections générales de 1993.

- PP
- PSOE
- IU
- CiU
- PNV
- CDS

## Résultats

### Congrès des députés
|                                         |                                                    |                                             |            |               |               |               |               |
| Force politique                         | Force politique                                    | Force politique                             | Voix       | %             | +/-           | Sièges        | +/-           |
|                                         |                                                    | Parti populaire (PP)                        | 9 224 696  | 36,83         | 0,19          | 146           | 12            |
|                                         | Parti populaire-Parti aragonais (PP-PAR)           | 370 975                                     | 1,48       | 0,19          | 8             | 3             |               |
|                                         | Union du peuple navarrais-Parti populaire (UPN-PP) | 120 335                                     | 0,48       | en stagnation | 2             | 1             |               |
| Total Parti populaire                   | Total Parti populaire                              | 9 716 006                                   | 38,79      | [ a ]         | 156           | 14            |               |
|                                         |                                                    | Parti socialiste ouvrier espagnol (PSOE)    | 7 894 535  | 31,52         | 1,84          | 122           | 19            |
|                                         | Parti des socialistes de Catalogne (PSC)           | 1 531 143                                   | 6,11       | 0,69          | 19            | 1             |               |
| Total Parti socialiste ouvrier espagnol | Total Parti socialiste ouvrier espagnol            | 9 425 678                                   | 37,63      | 1,15          | 141           | 18            |               |
|                                         |                                                    | Izquierda Unida (IU)                        | 2 342 789  | 9,35          | 0,53          | 19            | 4             |
|                                         | Initiative pour la Catalogne (IC)                  | 296 985                                     | 1,19       | 0,46          | 2             | 1             |               |
| Total Gauche unie                       | Total Gauche unie                                  | 2 639 774                                   | 10,54      | 0,99          | 21            | 3             |               |
|                                         |                                                    | Convergence démocratique de Catalogne (CDC) | 1 151 633  | 4,60          | 0,34          | 11            | 1             |
|                                         | Union démocratique de Catalogne (UDC)              | 5                                           | 1 151 633  | 4,60          | 0,34          | en stagnation |               |
| Total Convergence et Union (CiU)        | Total Convergence et Union (CiU)                   | 16                                          | 1 151 633  | 4,60          | 0,34          | 1             |               |
|                                         | Parti nationaliste basque (EAJ/PNV)                | Parti nationaliste basque (EAJ/PNV)         | 318 951    | 1,27          | 0,03          | 5             | en stagnation |
|                                         | Coalition canarienne (CC)                          | Coalition canarienne (CC)                   | 220 418    | 0,88          | en stagnation | 4             | en stagnation |
|                                         | Bloc nationaliste galicien (BNG)                   | Bloc nationaliste galicien (BNG)            | 220 147    | 0,88          | 0,34          | 2             | 2             |
|                                         | Herri Batasuna (HB)                                | Herri Batasuna (HB)                         | 181 304    | 0,72          | 0,16          | 2             | en stagnation |
|                                         | Gauche républicaine de Catalogne (ERC)             | Gauche républicaine de Catalogne (ERC)      | 167 641    | 0,67          | 0,13          | 1             | en stagnation |
|                                         | Partido Andalucista (PA)                           | Partido Andalucista (PA)                    | 134 800    | 0,54          | 0,13          | 0             | en stagnation |
|                                         | Eusko Alkartasuna (EA)                             | Eusko Alkartasuna (EA)                      | 115 861    | 0,46          | 0,09          | 1             | en stagnation |
|                                         | Union valencienne (UV)                             | Union valencienne (UV)                      | 91 575     | 0,37          | 0,11          | 1             | en stagnation |
|                                         | Les Verts européens (es) (LVE)                     | Les Verts européens (es) (LVE)              | 61 689     | 0,25          | Nv.           | 0             | en stagnation |
|                                         | Chunta Aragonesista (CHA)                          | Chunta Aragonesista (CHA)                   | 49 739     | 0,20          | 0,17          | 0             | en stagnation |
|                                         | Union centriste (UC)                               | Union centriste (UC)                        | 44 771     | 0,18          | 1,58          | 0             | en stagnation |
|                                         | Autres partis                                      | Autres partis                               | 262 944    | 1,05          | –             | 0             | en stagnation |
|                                         | Vote blanc                                         | Vote blanc                                  | 243 345    | 0,97          | 0,17          |               |               |
|                                         |                                                    |                                             |            |               |               |               |               |
| Suffrages exprimés                      | Suffrages exprimés                                 | Suffrages exprimés                          | 25 046 276 | 99,50         |               |               |               |
| Votes nuls                              | Votes nuls                                         | Votes nuls                                  | 125 782    | 0,50          |               |               |               |
| Total                                   | Total                                              | Total                                       | 25 172 058 | 100           | –             | 350           | en stagnation |
| Abstention                              | Abstention                                         | Abstention                                  | 7 359 775  | 22,62         |               |               |               |
| Inscrits/Participation                  | Inscrits/Participation                             | Inscrits/Participation                      | 32 531 833 | 77,38         |               |               |               |

### Sénat
|                                         |                                                |                                                |               |               |  |  |  |
| Parti                                   | Parti                                          | Parti                                          | Élus          | +/-           |  |  |  |
|                                         |                                                | Parti populaire (PP)                           | 106           | 16            |  |  |  |
|                                         | Union du peuple navarrais (UPN)                | 3                                              | en stagnation |               |  |  |  |
|                                         | Parti aragonais (PAR)                          | 3                                              | 3             |               |  |  |  |
| Total Parti populaire                   | Total Parti populaire                          | 112                                            | 19            |               |  |  |  |
|                                         |                                                | Parti socialiste ouvrier espagnol (PSOE)       | 73            | 17            |  |  |  |
|                                         | Parti des socialistes de Catalogne (PSC)       | 8                                              | 2             |               |  |  |  |
| Total Parti socialiste ouvrier espagnol | Total Parti socialiste ouvrier espagnol        | 81                                             | 15            |               |  |  |  |
|                                         | Convergence et Union (CiU)                     | Convergence et Union (CiU)                     | 8             | 2             |  |  |  |
|                                         | Parti nationaliste basque (EAJ/PNV)            | Parti nationaliste basque (EAJ/PNV)            | 4             | 1             |  |  |  |
|                                         | Coalition canarienne (CC)                      | Coalition canarienne (CC)                      | 1             | 4             |  |  |  |
|                                         | Parti des indépendants de Lanzarote (es) (PIL) | Parti des indépendants de Lanzarote (es) (PIL) | 1             | 1             |  |  |  |
|                                         | Indépendant                                    | Indépendant                                    | 1             | 1             |  |  |  |
|                                         | Herri Batasuna (HB)                            | Herri Batasuna (HB)                            | 0             | 1             |  |  |  |
|                                         |                                                |                                                |               |               |  |  |  |
| Total                                   | Total                                          | Total                                          | 208           | en stagnation |  |  |  |

## Analyse

Parti vainqueur par circonscription et intensité de sa victoire.

Avec une participation en hausse de près de deux points par rapport à 1993, soit la troisième plus forte depuis 1977, le Parti populaire (PP) de José María Aznar s'impose devant le Parti socialiste (PSOE) de Felipe González, au pouvoir depuis quatre législatures. Cette victoire n'est cependant pas suffisante pour gouverner seul, contrairement à ce que les sondages pré-électoraux laissaient entendre, et la répartition finale rend le Parti populaire dépendant des forces politiques nationalistes.
Les résultats donnent une nette victoire aux partis de centre droit, mais les 156 députés du PP représentent à cette époque la plus courte majorité relative depuis la Transition démocratique. Dans la mesure où les partis de gauche et centre gauche réunissent 166 parlementaires, le soutien de la Coalition canarienne (CC) et de l'Union valencienne (UV), alliés régionaux du Parti populaire qui remportent 5 sièges, sont insuffisants pour provoquer l'alternance. Avec 16 députés, la clé de la stabilité réside, à nouveau, dans le positionnement de Jordi Pujol et de sa formation Convergence et Union (CiU).
Le Parti populaire s'impose dans 34 circonscriptions sur 52 et dans 13 communautés autonomes sur 17. La déroute attendue du Parti socialiste est déjouée par la mobilisation de son électorat en Andalousie, en Catalogne et en Estrémadure, tandis qu'il l'emporte dans 15 circonscriptions électorales. Les trois restantes reviennent aux partis nationalistes catalan et basque. Au Sénat, le Parti populaire s'adjuge la majorité absolue des sièges à pourvoir.

## Suites

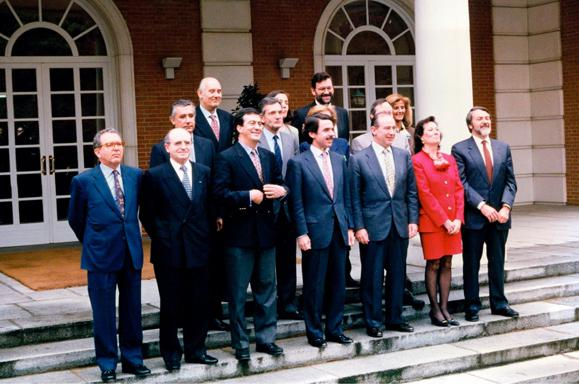
José María Aznar forme son gouvernement le 6 mai 1996.

Le 10 avril, alors que José María Aznar n'est pas encore formellement candidat à la présidence du gouvernement, le Parti populaire engrange le premier soutien dans la perspective du débat d'investiture, en raison d'un pacte avec la Coalition canarienne par lequel le futur gouvernement s'engage à améliorer la décentralisation, le régime économique et fiscal spécifique des Canaries, ainsi que l'emploi et les infrastructures sur l'archipel. Le Parti populaire et Convergence et Union concluent le 28 avril 1996 un accord de soutien sans participation, le « pacte du Majestic », valable pour toute la législature et qui prévoit notamment la suppression des gouverneurs civils, le transfert de la gestion des infrastructures portuaires de l'État à la généralité de Catalogne et la suppression du service militaire obligatoire. Deux jours plus tard, une entente est passée entre le Parti populaire et le Parti nationaliste basque, qui organise le transfert des compétences relatives à la formation continue, la restitution du patrimoine du PNV saisi lors de la Guerre civile et la mise en œuvre intégrale du statut d'autonomie de 1979.
Le roi Juan Carlos Ier, après avoir consulté les forces politiques, indique le 12 avril 1996 au président du Congrès des députés, Federico Trillo, qu'il propose José María Aznar comme candidat à l'investiture des parlementaires. Le 29 avril, Federico Trillo convoque formellement le débat et le vote d'investiture pour les 3 et 4 mai, ce qui l'oblige à obtenir l'accord du bureau puis de la conférence des porte-paroles pour tenir une session un samedi et à forcer la publication du Bulletin officiel de l'État un dimanche.
Le 4 mai, José María Aznar obtient l'investiture du Congrès par 181 voix pour, 166 voix contre et 1 abstention, les 2 députés d'Herri Batasuna étant absents, ce qui marque la première accession du Parti populaire au pouvoir national, même s'il se réclame de l'héritage de la défunte UCD. Il bénéficie, comme prévu, du soutien du PP, de CiU, du PNV et de la CC, tandis que l'Union valencienne s'abstient et que le Parti socialiste, Izquierda Unida et trois partis nationalistes de gauche s'opposent. Il est assermenté le lendemain au palais de la Zarzuela devant le roi, la reine Sophie, le président du gouvernement Felipe González, les présidents du Congrès des députés, Federico Trillo, du Sénat, Juan Ignacio Barrero, du Tribunal constitutionnel, Álvaro Rodríguez Bereijo (es), du Conseil général du pouvoir judiciaire et du Tribunal suprême, Pascual Sala, et du ministre de la Justice et de l'Intérieur, Juan Alberto Belloch, en sa qualité de grand notaire du Royaume, faisant usage de l'expression « je jure » et non « je promets » comme son prédécesseur en avait l'habitude.
José María Aznar dévoile, le jour-même de sa prestation de serment, la composition de son gouvernement, qui compte 14 ministres dont deux vice-présidents et quatre femmes. La nouvelle équipe gouvernementale prête serment devant le roi puis entre en fonction le 6 mai.